# Vivantia
Vivantia — рід грибів родини Graphostromataceae. Назва вперше опублікована 1996 року.

## Класифікація
До роду Vivantia відносять 1 вид:
- Vivantia guadalupensis